# Basavanabyana, Hosanagara
Basavanabyana là một làng thuộc tehsil Hosanagara, huyện Shimoga, bang Karnataka, Ấn Độ.